# Râul Sucevița
Râul Sucevița este un curs de apă, afluent al râului Suceava. El curge în întregime pe teritoriul județului Suceava.
Râul Sucevița se află la intrarea în municipiul Rădăuți, pentru a ajunge în oraș trecându-se podul din punctul denumit "Vadu Vlădicii", toponim care amintește de vremea în care târgul era sediul unei episcopii.
În iulie 2008, inundațiile produse de râul Sucevița au distrus podul de pe drumul național 17A în zona localității sucevene Marginea. În februarie 2009, locuitorii din Marginea, nemulțumiți că autoritățile locale nu realizează lucrări de reabilitare, au construit cu încălcarea legii un pod de lemn peste râul Sucevița pe care să circule mașinile mici pe un singur sens.

## Galerie

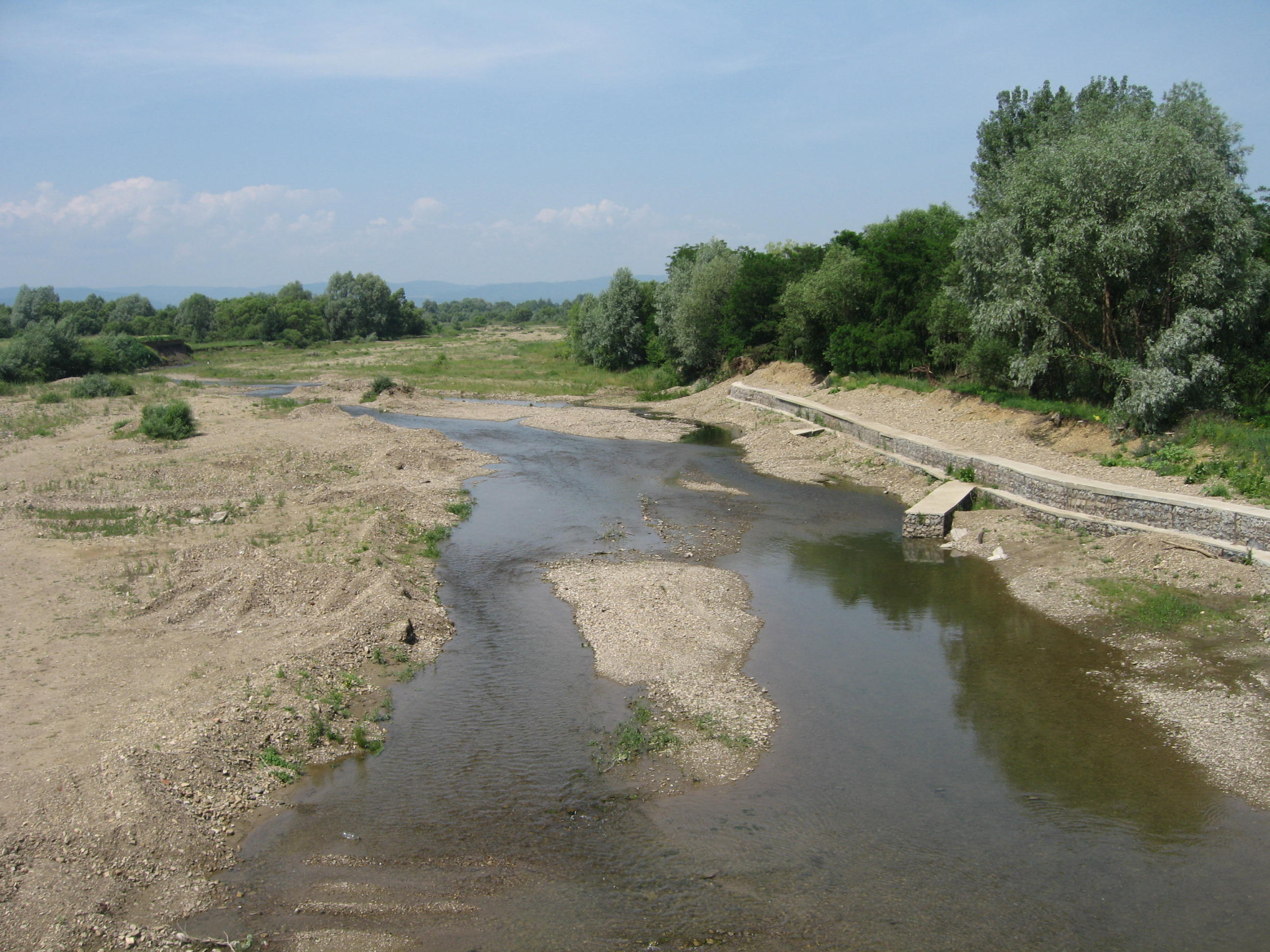
Râul Suceviţa
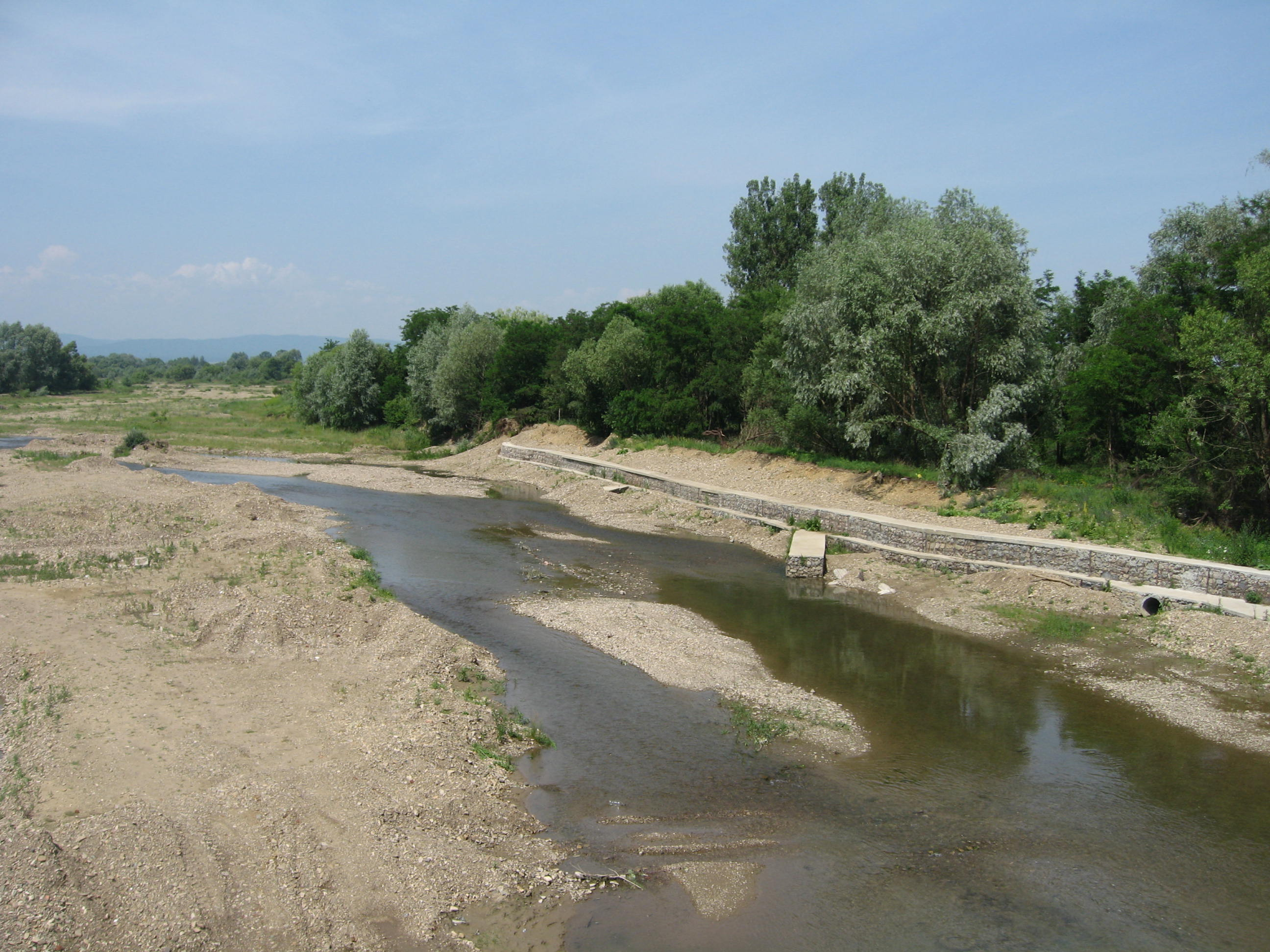
Râul Suceviţa